# Lena Micko
Lena Micko (ur. 18 czerwca 1955 w Umeå) – szwedzka polityk i działaczka samorządowa, od 2019 do 2021 minister administracji publicznej.

## Życiorys
W latach 1974–1975 studiowała filologię francuską na Uniwersytecie w Linköping. Pracowała m.in. w administracji lokalnej, zajmowała się m.in. sprawami uchodźców i imigracji. Zaangażowała się w działalność polityczną w ramach Szwedzkiej Socjaldemokratycznej Partii Robotniczej, obejmowała różne funkcje w partyjnej strukturze. Wybierana na radną gminy Linköping. Pełniła funkcję przewodniczącej (2001–2006, 2014–2015) i wiceprzewodniczącej (2014–2015) władz wykonawczych tej gminy. W latach 2015–2019 była przewodniczącą Sveriges Kommuner och Landsting, związku szwedzkich jednostek samorządu terytorialnego. Potem została wiceprzewodniczącą tej instytucji. Od 2015 do 2019 była również wiceprzewodniczącą Rady Gmin i Regionów Europy.
W październiku 2019 dołączyła do rządu Stefana Löfvena, obejmując w nim urząd ministra administracji publicznej. Pozostała na tej funkcji również w utworzonym w lipcu 2021 trzecim gabinecie tegoż premiera. Stanowisko to zajmowała do listopada 2021.